# Représentations diplomatiques en Norvège
Les représentations diplomatiques en Norvège sont actuellement au nombre de 69. Il existe de nombreuses délégations et bureaux de représentations des organisations internationales et d'entités infranationales dans la capitale Oslo.

## Ambassades à Oslo
| - Afghanistan - Algérie - Argentine - Autriche - Belgique - Bosnie-Herzégovine - Brésil - Bulgarie - Canada - Chili - Chine - Colombie - Croatie - Cuba - Tchéquie - Danemark - Égypte - Estonie - Finlande - France - Géorgie - Allemagne - Ghana - Grèce | - Hongrie - Islande - Inde - Indonésie - Iran - Irak - Irlande - Israël - Italie - Japon - Jordanie - Kazakhstan - Lettonie - Lituanie - Mexique - Maroc - Birmanie - Pays-Bas - Macédoine du Nord - Pakistan - Pérou - Philippines - Pologne - Portugal | - Roumanie - Russie - Arabie saoudite - Serbie - Slovaquie - Afrique du Sud - Corée du Sud - Espagne - Sri Lanka - Soudan - Suède - Suisse - Thaïlande - Tunisie - Turquie - Ukraine - Émirats arabes unis - Royaume-Uni - États-Unis - Venezuela - Viêt Nam |

## Consulats
- Barentsburg
  -  Russie[1]